# Coacoyulichán
Coacoyulichán es una localidad del estado mexicano de Guerrero. Es parte del municipio de Cuautepec.

## Toponimia
El nombre «Coacoyulichán» proviene de los términos en náhuatl: coacuyulli, coyol; chantli, casa. Su significado es «Casa de los coyoles».

## Demografía
| Gráfica de evolución demográfica |
|                                  |

| Censo | Población |
| ----- | --------- |
| 1900  | 475       |
| 1910  | 516       |
| 1921  | 334       |
| 1930  | 650       |
| 1940  | 622       |
| 1950  | 900       |
| 1960  | 956       |
| 1970  | 1 003     |
| 1980  | 1 224     |
| 1990  | 1 145     |
| 2000  | 1 565     |
| 2010  | 1 522     |
| 2020  | 1 828     |